# Višnjevac (Veliko Trojstvo)
Višnjevac is een plaats in de gemeente Veliko Trojstvo in de Kroatische provincie Bjelovar-Bilogora. De plaats telt 149 inwoners (2001).